# Діназ (стадіон, Демидів)
«Діназ» — футбольний стадіон в с. Демидів, Вишгородського району, Київської області, тренувальна та запасна арена ФК «Діназ».
Футбольне поле з натуральним покриттям, відповідає сучасним стандартам УЄФА.
Стадіон з біговою доріжкою. Роздягальні для спортсменів (укомплектовані туалетами, душовими, місцями для зберігання одягу тощо).